# Wahlkampf in Japan

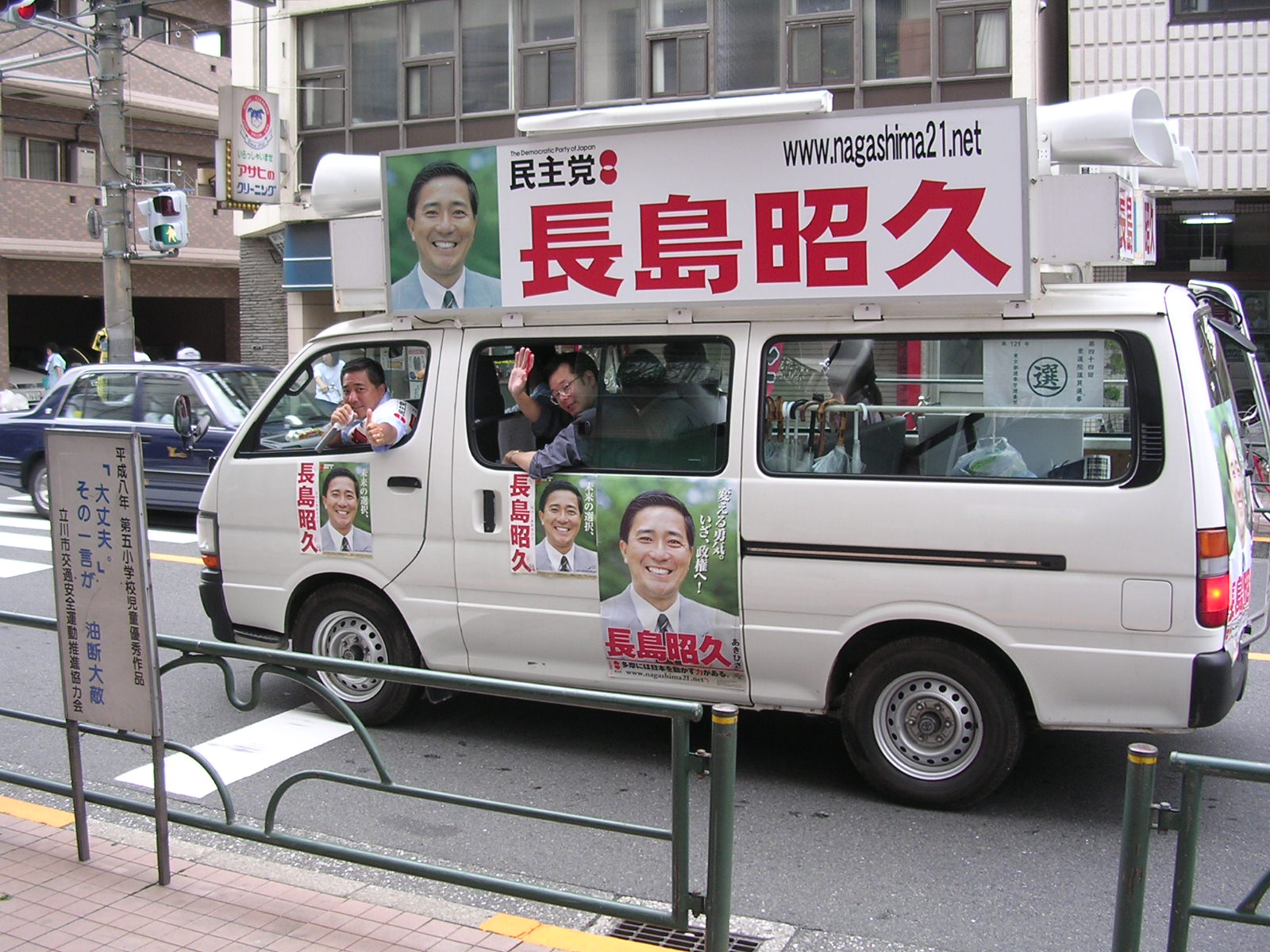
Lautsprecherwagen sind das wichtigste Mittel im japanischen Wahlkampf.

Wahlkampf findet in Japan vergleichsweise oft statt, da alle drei Jahre das Oberhaus zur Hälfte und im Normalfall alle vier Jahre das Unterhaus gewählt wird. Der Premierminister hat zudem das Recht zur Auflösung des Unterhauses, wovon die japanischen Regierungschefs in der Nachkriegszeit regelmäßig Gebrauch gemacht haben, so dass die Wahl von 1976 die einzige war, der keine vorzeitige Auflösung vorausging. Außerdem werden alle vier Jahre Präfektur- und Kommunalparlamente sowie Gouverneure und Bürgermeister gewählt. Die Wahlzyklen der beiden Parlamentskammern und die von Parlamenten und Gouverneuren/Bürgermeistern auf subnationaler Ebene sind nicht zwingend synchronisiert.
Die wichtigste Wahl in der japanischen Politik ist die Unterhauswahl, da die neue Unterhausmehrheit den Premierminister wählt.

## Geld und Unterstützung
Gewählt wird in Japan, indem der Wähler den Namen seines Wunschkandidaten auf den Wahlzettel schreibt, es gibt keine Liste von Kandidaten zum Ankreuzen. Es ist für den Erfolg japanischer Politiker daher entscheidend, dass sich die Wähler an ihn und seinen Namen am Wahlabend erinnern. Besonders die LDP betreibt daher traditionell einen Wahlkampf, bei dem nicht Programme oder Ideologien den Ausschlag geben, sondern persönliche Sympathie für den Kandidaten. Abgeordnete haben in ihren Distrikten Unterstützungsorganisationen (sogenannte Kōenkai), die für den Kontakt zum Wähler sorgen. Bei Hochzeiten oder Beerdigungen ist es üblich, dass der lokale Abgeordnete persönlich oder durch seine Unterstützungsorganisation ein Geldgeschenk überbringt. Bei Problemen mit Behörden ist der lokale Abgeordnete der erste Ansprechpartner, der für seine (finanziellen) Unterstützer wiederum Räder ins Rollen bringen kann. Erst seit 1994 gibt es zusätzlich eine Zweitstimme für eine Partei, nach der Listenkandidaten in 10 Regionen ins Parlament einziehen. 
Durch dieses System persönlicher Beziehungen zwischen Regierungsinstitutionen, den Abgeordneten, persönlichen Unterstützerorganisationen und lokalen Firmen, ist in der japanischen Politik und insbesondere in den Wahlkämpfen sehr viel Geld im Spiel, was immer wieder zu Korruptionsskandalen geführt hat. In zahlreichen Reformen wurde versucht, die Abhängigkeit der japanischen Abgeordneten vom Geld zu verringern, aber trotz Erfolgen wurden nur die größten Auswüchse beseitigt. So gibt es seit Anfang der neunziger Jahre eine öffentliche Parteienfinanzierung. Schon 1975 wurde eine Obergrenze für Spenden aus der Wirtschaft eingeführt, die seitdem nach amerikanischem Muster in "fundraising parties" umgangen wird. 
Andere Parteien profitieren von starken Organisationen und Gruppen im Hintergrund. Die Sozialdemokratische Partei Japans ist traditionell ein Arm der Gewerkschaften, die Kōmeitō profitiert davon, dass viele ihrer Mitglieder gleichzeitig in der Sōka Gakkai organisiert sind (wobei eine Verbindung von beiden nach außen dementiert wird). Die kommunistische Partei zieht ihre finanzielle Basis aus einer hohen Zahl Parteimitglieder (proportional zur Wählerschaft) und dem Betriebsgewinn ihrer Parteizeitung Akahata (Rote Fahne).

## Taktiken im Wahlkampf
Die eigentliche Wahlkampfzeit ist in Japan sehr kurz, die heiße Phase beginnt erst zwei Wochen vor der Wahl. Der Wahlkampf ist bis ins Detail bürokratisch geregelt, von der Form des Parteischilds an der Tür bis zur Größe und Form der Plakate. Wichtigstes Werkzeug im Wahlkampf ist der Lautsprecherwagen, mit dem die Unterstützer durch den Wahlbezirk fahren und die Bewohner mit Parolen beschallen. Fährt der Kandidat mit, hält der Wagen an wichtigen Plätzen, wo der Kandidat auf das Dach klettert und eine Rede hält. Ebenfalls sehr wichtig ist das Händeschütteln, man sieht die Kandidaten in Wahlkampfzeiten geradezu aggressiv auf den potentiellen Wähler zugehen und seine Hand greifen (Händeschütteln ist sonst in Japan eher unüblich, traditionelle Begrüßung ist eine Verbeugung). Einige andere Formen des Wahlkampfs sind verboten worden, so dürfen Kandidaten keine Hausbesuche mehr machen.